# Nathaniel Waena
Nathaniel Waena (ur. 1945) – salomoński polityk, gubernator generalny Wysp Salomona od 7 lipca 2004 do 7 lipca 2009.

## Życiorys
Nathaniel Waena był członkiem Parlamentu Narodowego Wysp Salomona z prowincji Makira-Ulawa w latach 1984–2004. W tym czasie zajmował stanowisko wiceprzewodniczącego parlamentu. W grudniu 2000 objął funkcję ministra rządu regionalnego. W grudniu 2002 zajął urząd ministra jedności narodowej, pokoju i pojednania.
15 czerwca 2004, głosami 27 za do 14 przeciw, został wybrany gubernatorem generalnym Wysp Salomona, pokonując byłego premiera Petera Keniloreę (8 głosów) i poprzedniego gubernatora generalnego Johna Lapli (6 głosów). 7 lipca 2009 na stanowisku zastąpił go Frank Kabui.
Nathaniel Waena został odznaczony Krzyżem Wysp Salomona (CSI) oraz Orderem św. Michała i św. Jerzego.